# Ейкен (округ, Південна Кароліна)
Шаблон:StateAbbr_ 33°33′ пн. ш. 81°38′ зх. д. / 33.55° пн. ш. 81.64° зх. д.
Округ Ейкен (англ. Aiken County) — округ (графство) у штаті Південна Кароліна, США. Ідентифікатор округу 45003.

## Історія
Округ утворений 1871 року.

## Демографія
За даними перепису 
2000 року 
загальне населення округу становило 142552 осіб, зокрема міського населення було 87293, а сільського — 55259.
Серед мешканців округу чоловіків було 68667, а жінок — 73885. В окрузі було 55587 домогосподарств, 39434 родин, які мешкали в 61987 будинках.
Середній розмір родини становив 3,03.
Віковий розподіл населення поданий у таблиці:
| Стать    | До 15 років | 15-21 | 22-29 | 30-39 | 40-49 | 50-65 | 65-85 | Понад 85 |
| -------- | ----------- | ----- | ----- | ----- | ----- | ----- | ----- | -------- |
| Чоловіки | 15815       | 6938  | 6550  | 10077 | 10804 | 10916 | 7056  | 511      |
| Жінки    | 15079       | 7035  | 7098  | 10781 | 11415 | 11757 | 9449  | 1271     |

## Суміжні округи
- Салуда — північ
- Лексінгтон — північний схід
- Оранджберг — схід
- Барнвелл — південь
- Берк, Джорджія — південний захід
- Річмонд, Джорджія — захід
- Еджфілд — північний захід

## Виноски
1. ↑  U.S. Decennial Census. United States Census Bureau. Архів оригіналу за 26 квітня 2015. Процитовано 15 березня 2015.
2. ↑  Historical Census Browser. University of Virginia Library. Архів оригіналу за 11 серпня 2012. Процитовано 15 березня 2015.
3. ↑  Forstall, Richard L., ред. (27 березня 1995). Population of Counties by Decennial Census: 1900 to 1990. United States Census Bureau. Архів оригіналу за 2 лютого 2015. Процитовано 15 березня 2015.
4. ↑  Census 2000 PHC-T-4. Ranking Tables for Counties: 1990 and 2000 (PDF). United States Census Bureau. 2 квітня 2001. Архів оригіналу (PDF) за 18 грудня 2014. Процитовано 15 березня 2015.
5. ↑  State & County QuickFacts. United States Census Bureau. Архів оригіналу за 6 червня 2011. Процитовано 22 листопада 2013.(англ.) Наведено за англійською вікіпедією.
6. ↑  American FactFinder. Бюро перепису населення США. Архів оригіналу за 21 травня 2008. Процитовано 31 січня 2008.

| США | Це незавершена стаття з географії США. Ви можете допомогти проєкту, виправивши або дописавши її. |